# Резниченко, Иосиф Моисеевич
Иосиф Моисеевич Резниченко (2 ноября 1930, Керчь, Крымская АССР, РСФСР — 16 января 2016, Санкт-Петербург) — советский и российский учёный-юрист и адвокат, профессор, заслуженный юрист Российской Федерации.

## Биография
В 1952 г. с отличием окончил Казанский юридический институт, в 1967 г. — заочную аспирантуру Всесоюзного юридического заочного института (ВЮЗИ).
В 1969 г. под руководством профессора М. А. Гурвича подготовил и защитил кандидатскую диссертацию на тему: «Оценка доказательств в советском гражданском процессе». В 1990 г. — докторскую диссертацию на тему: «Функциональные принципы гражданского процесса (правовые и психологические аспекты)».
С 1966 по 2001 г. работал на юридическом факультете Дальневосточного государственного университета (г. Владивосток), а с 2001 г. — профессор кафедры гражданского права и процесса Санкт-Петербургского гуманитарного университета профсоюзов.
Специалист в области гражданского процессуального права, главным образом теория доказательств и психологические аспекты проблем правосудия по гражданским правам, а также вопросы осуществления защиты по уголовным делам. Раскрыл психологические механизмы важнейших принципов и категорий гражданского процесса, разработаны психологические аспекты поведения участников процесса и суда, специфика воспитательного воздействия. Кроме того, ряд его работ посвящен теоретическим и практическим проблемам защиты в уголовном процессе.
Автор 110 научных работ, из них 3 монографии (одна — в соавторстве) и 3 учебных пособия. Наиболее значимыми являются: «Психологические аспекты искового производства» (Владивосток, 1999); «Полемическое мастерство адвоката» (Владивосток, 2003).

## Награды и звания
Заслуженный юрист России, почетный работник высшего профессионального образования Российской Федерации.